# マリア・ルイサ・デ・パルマ

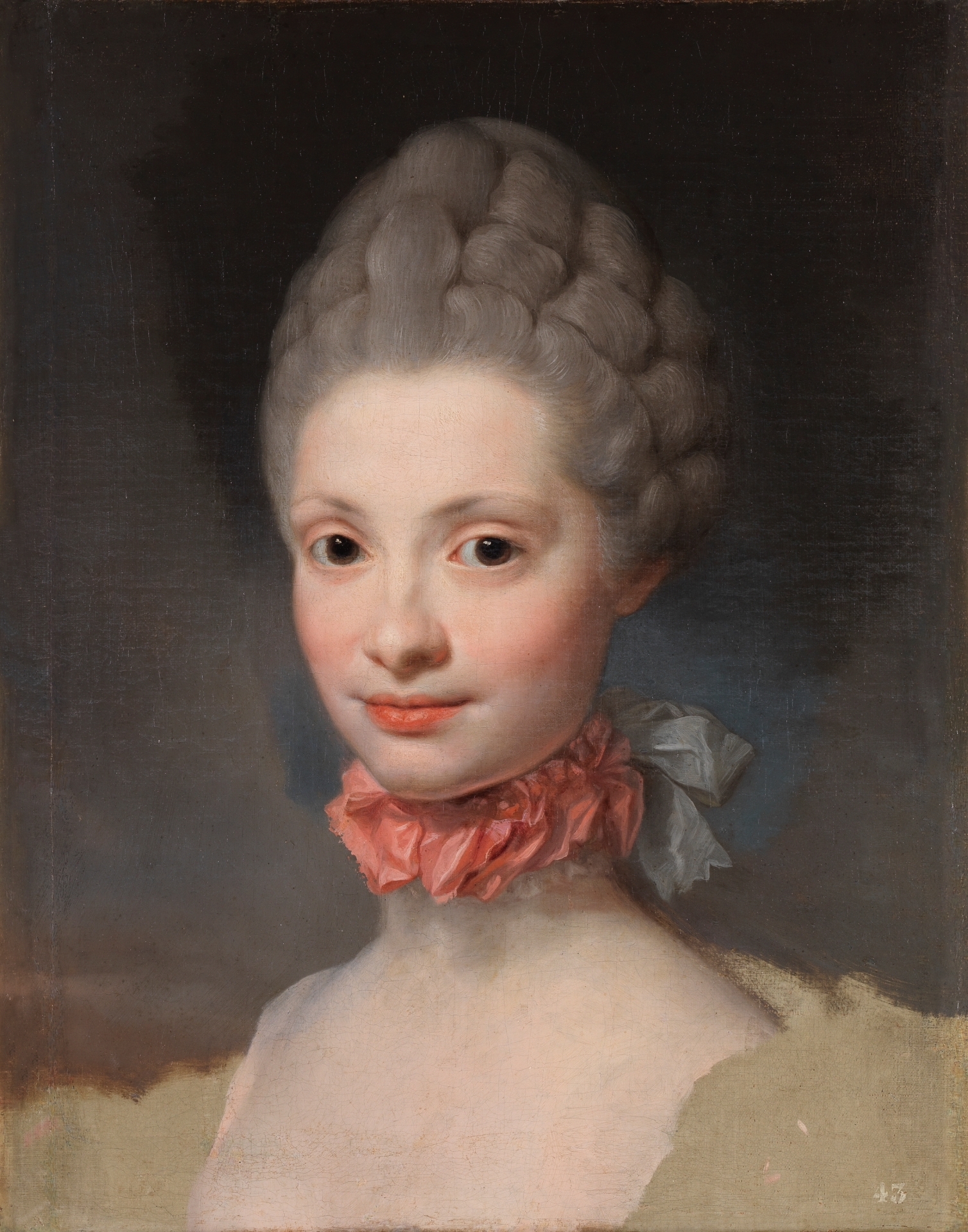
結婚当時のマリア・ルイサ、アントン・ラファエル・メングス画、1765年

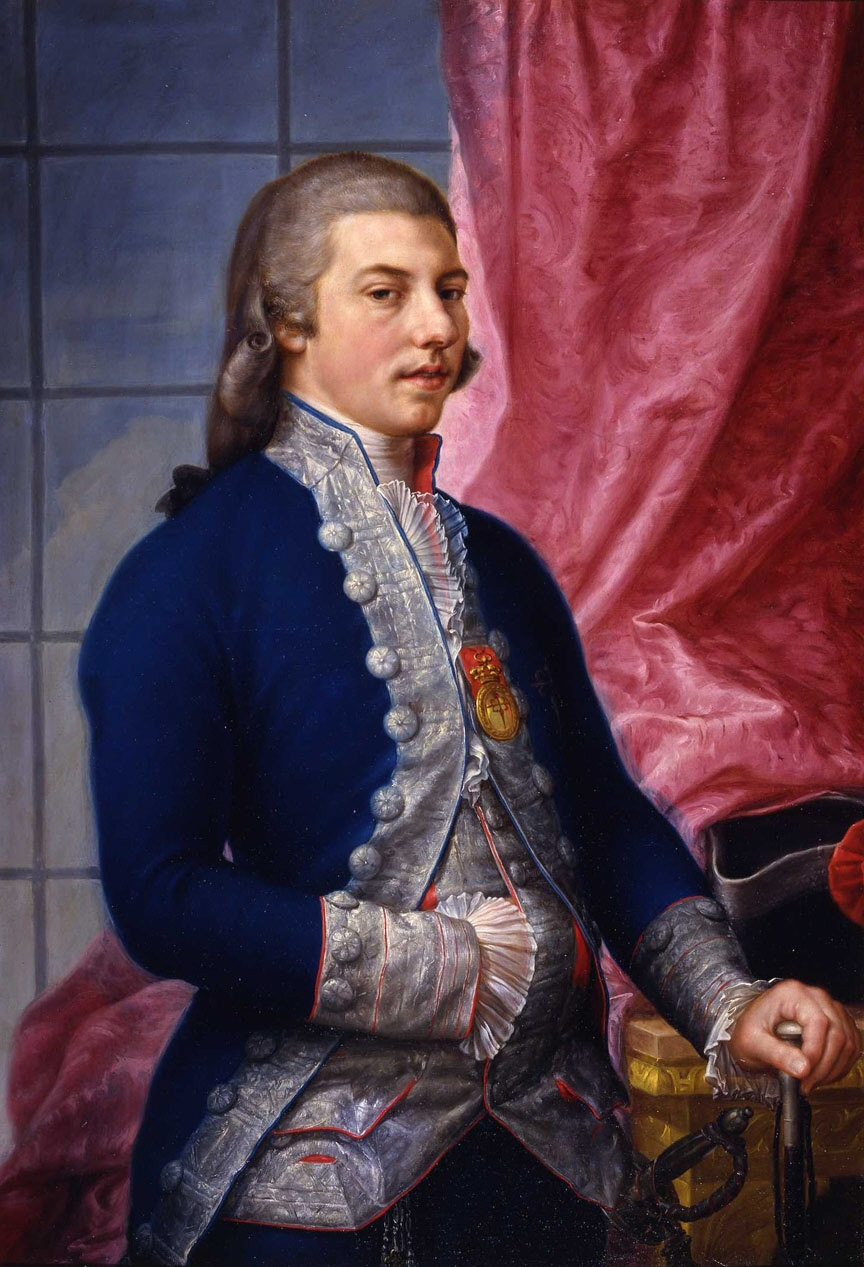
寵臣マヌエル・ゴドイ、1790年

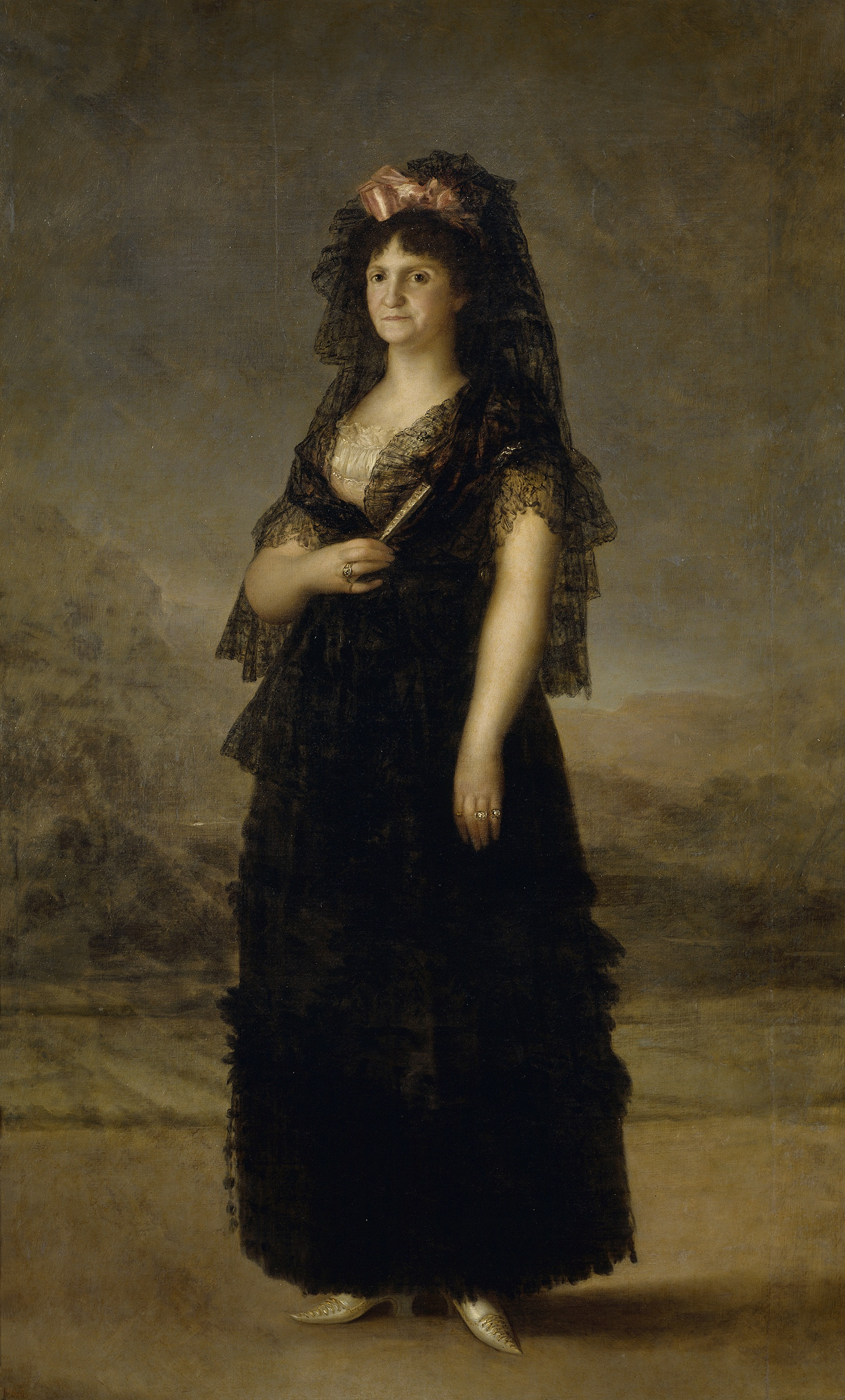
マリア・ルイサ、ゴヤの原画を元にアグスティン・エステベが制作、1800年

マリア・ルイサ・デ・ボルボン＝パルマ（西:María Luisa de Borbón-Parma, 1751年12月9日 - 1819年1月2日）は、スペイン王カルロス4世の妃。パルマ公フェリペ（フィリッポ）とフランス王ルイ15世の娘ルイーズ・エリザベートの間の次女。

## 生涯

### 生い立ち
両親が1748年のエクス・ラ・シャペル条約に伴ってイタリアのパルマ公爵領を授けられていたため、マリア・ルイサはパルマに生を享けた。 洗礼名はルイサ・マリア・テレサ・アナ（Luisa María Teresa Ana）といったが、マリア・ルイサと呼ばれた。
同い年の兄フェルディナンドとともに、フランス人哲学者コンディヤックに教育された。母はマリア・ルイサを溺愛し、自分の甥でフランス王位を継ぐことが予定されていたブルゴーニュ公ルイ・ジョゼフ（母方の従兄）と婚約させようとした。しかしブルゴーニュ公は1761年に9歳で夭折した。

### 結婚
翌1762年にスペイン王カルロス3世の次男で父方の従兄にあたるアストゥリアス公カルロス（後のカルロス4世）と婚約した。マリア・ルイサとアストゥリアス公は1765年9月4日、ラ・グランハ宮殿において結婚した。姑の王妃マリア・アマリアはすでに他界していたため、マリア・ルイサは最初からマドリード宮廷の女主人であった。1788年、夫の即位に伴い王妃となる。
マリア・ルイサの容貌は、スペイン人の有名画家フランシスコ・デ・ゴヤの手になる何点かの王妃の肖像画によって有名である。彼女は多くの同時代人から醜く（ただし若い頃は魅力的だと言われていた）、意地悪で粗野な女性であり、夫である国王を完全に支配していると見なされていた。マリア・ルイサはスペインの社交界においてはアルバ女公爵、オスナ女公爵と覇を争い、また王族間では義妹のナポリ王妃マリア・カロリーナと張り合おうとした。
彼女の容色は14回ものたび重なる出産によって著しく衰え、歯さえも失った。しかし王妃は少しでも美しく見せること、美しく着こなすことに多大な努力を傾けた。彼女の自慢は美しい腕で、腕を見せるため彼女は袖の短いドレスを好んで着た。
夫を尻に敷いたマリア・ルイサは、大勢の男と不倫関係にあったと信じられていたが、マリア・ルイサが愛人を持ったという証拠はどこにもない。宰相のマヌエル・デ・ゴドイが王妃の愛人だという噂は、まことしやかに囁かれていた。マリア・ルイサは存命中も、そして死後長いあいだ歴史家たちの間でもきわめて評判が悪いが、それは真偽のほどが不明なゴドイとの愛人関係の噂と、スペインにとって結果的に悲惨な事態を招くことになった親フランス的な外交政策を支持していたことが理由だろう。
1792年には、王妃は自らの名を冠したマリア・ルイサ王妃貴婦人勲章を創設し、この勲章は女性のみに与えられた。
マリア・ルイサは、息子アストゥリアス公フェルナンドの最初の妻マリア・アントニアを激しく嫌った。マリア・アントニアが母親のナポリ王妃マリア・カロリーナに唆され、スペイン宮廷の女主人の地位を奪おうとしていたためだった。もっとも、マリア・アントニアは輿入れしてから数年後に、王家の世継ぎを産むことも無いまま早死した。アブランテス公爵夫人の回想録によれば、マリア・ルイサはこの気に入らない嫁を毒殺したと噂されたというが、その証拠はどこにもない。

### 退位後
1808年に夫カルロス4世がナポレオンの圧力で退位を余儀なくされると、マリア・ルイサは夫およびゴドイと一緒に亡命生活を送ることになった。ナポレオンの軍隊がスペインを支配するようになると、スペインで発行されたパンフレットの中には、国家の破滅の原因を王妃に帰するものも出回った。
マリア・ルイサは最初フランス（ヴァランセ城、コンピエーニュ、フォンテーヌブロー、マルセイユ、ニース）で、次いでローマで暮らし、1819年の年明けにバルベリーニ宮殿で死去した。夫のカルロス4世も妻の死の3週間後に世を去った。

## 子女
- カルロス・クレメンテ（1771年 - 1774年）
- カルロータ・ホアキナ（1775年 - 1830年） - ポルトガル王ジョアン6世王妃
- マリア・ルイサ（1777年 - 1782年）
- マリア・アマリア（1779年 - 1798年） - スペイン王子アントニオ・パスクアル（叔父）と結婚
- カルロス・ドミンゴ（1780年 - 1783年）
- マリア・ルイサ（1782年 - 1824年） - エトルリア王ルドヴィーコ1世王妃
- カルロス・フランシスコ（1783年 - 1784年）
- フェリペ・フランシスコ（1783年 - 1784年）
- フェルナンド7世（1784年 - 1833年） - スペイン王
- カルロス・マリア（1788年 - 1855年） - スペイン王位請求者
- マリア・イサベル（1789年 - 1848年） - 両シチリア王フランチェスコ1世王妃
- マリア・テレサ（1791年 - 1794年）
- フェリペ・マリア（1792年 - 1794年）
- フランシスコ・アントニオ（1794年 - 1865年）

## 系譜
| マリア・ルイサ | 父: パルマ公フィリッポ     | 祖父: フェリペ5世 (スペイン王) | 曾祖父: フランス王太子ルイ[1]                    |
| マリア・ルイサ | 父: パルマ公フィリッポ     | 祖父: フェリペ5世 (スペイン王) | 曾祖母: バイエルン選帝侯女マリー・アンヌ         |
| マリア・ルイサ | 父: パルマ公フィリッポ     | 祖母: エリザベート             | 曾祖父: パルマ公子オドアルド2世                  |
| マリア・ルイサ | 父: パルマ公フィリッポ     | 祖母: エリザベート             | 曾祖母: プファルツ選帝侯女ドロテア・ソフィア     |
| マリア・ルイサ | 母: ルイーズ・エリザベート | 祖父: ルイ15世 (フランス王)    | 曾祖父: ブルゴーニュ公ルイ[2]                    |
| マリア・ルイサ | 母: ルイーズ・エリザベート | 祖父: ルイ15世 (フランス王)    | 曾祖母: マリー・アデライード                     |
| マリア・ルイサ | 母: ルイーズ・エリザベート | 祖母: マリー・レクザンスカ     | 曾祖父: ポーランド王スタニスワフ・レシュチンスキ |
| マリア・ルイサ | 母: ルイーズ・エリザベート | 祖母: マリー・レクザンスカ     | 曾祖母: カタージナ・オパリンスカ                 |

- 夫のカルロス4世とは、互いにフェリペ5世を祖父とする従兄妹同士。
- [1]と[2]は父子。